# Elektronbevægelser i en Ledning
Elektronbevægelser i en Ledning er en dansk undervisningsfilm fra 1946, der er instrueret af Kaj Wedell Pape efter manuskript af J. Brandt.

## Handling
Denne artikel mangler et handlingsreferat. Hjælp os med at skrive det.